# Jakub Paczyński
Jakub Paczyński herbu Ogończyk (zm. po 1566 roku) – dziekan włocławski, proboszcz kruszwicki i sekretarz królewski w 1566 roku.